# カブリオカレッジ
座標: 北緯36度59分18秒 西経121度55分30秒 / 北緯36.9883度 西経121.925度
カブリオカレッジ(Cabrillo College)は、アメリカ合衆国カリフォルニア州アプトスにあるコミュニティ・カレッジである。

## 概要
ロバート・スウェンソン(1925-2007)を中心として、1959年に創立した。最初は廃校になったワトソンビル・ハイスクールの校舎を利用し、学生数は400人だった。学校名は今のカリフォルニア州沿岸を初めて訪れた西洋人であるフアン・ロドリゲス・カブリリョに由来する。2018年現在で70以上の分野で学位や証明書を発行しており、学生数は17000人に達する。
アプトスのほか、ワトソンビルにもキャンパスがある。

## 学校名変更に関する議論
2020年、学校名の変更が提案された。提案者によるとフアン・ロドリゲス・カブリリョがスペイン帝国のために働いており、彼によるカリフォルニア探検が後のスペインによる植民地化、アメリカ先住民の隷属化を引き起こしたため、現在の学校名は先住民の文化に対して侮辱的であり、より適切な名前に変更すべきだとされた。この提案は同年のジョージ・フロイド事件に対する抗議運動を発端とする人種問題清算の動きの一環であった。名称問題の議論は長く続いたが、2023年になって大学の運営委員会は改名を2028年まで延期することに決定した。

## 著名な卒業生
- マーク・アイクホーン - プロ野球選手。
- デニーズ・クロスビー - 女優。
- ゲイリー・ゴールドマン（英語版） - 映画監督。
- ジョン・シピン - プロ野球選手。
- エリック・テイムズ - プロ野球選手。
- カムリン・マンハイム - 女優[6]。
- 谷口亮 - 2020年東京オリンピック・パラリンピック公式マスコットキャラクターをデザインしたイラストレーター。